# Dicranomyia theowaldi
Dicranomyia theowaldi là một loài ruồi trong họ Limoniidae. Chúng phân bố ở miền Cổ bắc.